# CTCSS

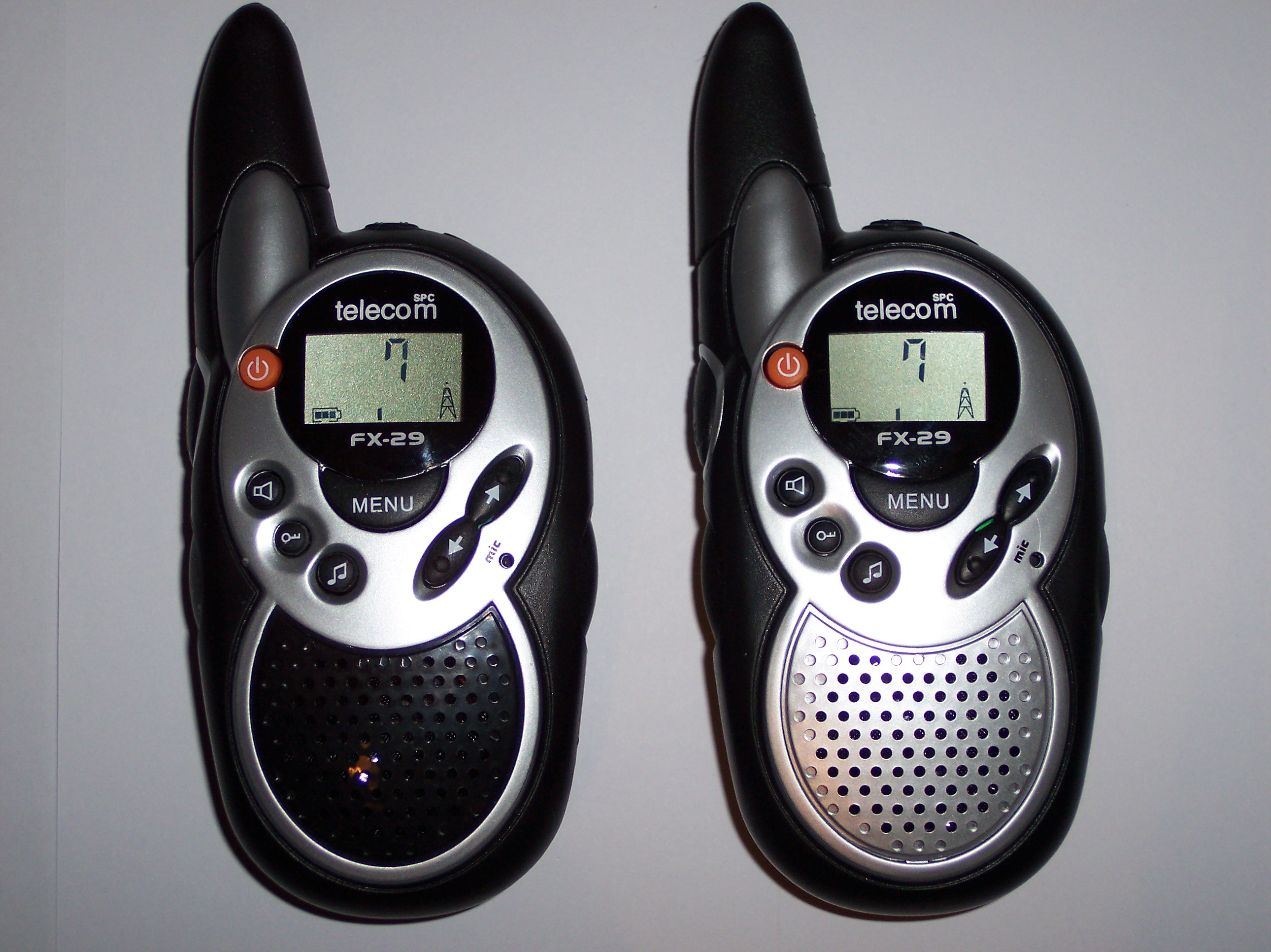
Dispositivos PMR 446 con CTCSS

En radiocomunicación, el CTCSS, abreviatura de Continuous Tone Code Squelch System (Silenciador squelch), es un sistema de recepción selectiva que se utiliza en determinados transceptores para reducir las interferencias de otros usuarios que comparten la misma frecuencia de radio. No debe confundirse con los sistemas de llamada selectiva.

## Funcionamiento
Al transmitir, el emisor emite simultáneamente la señal de voz útil y un tono inaudible elegido en una banda de frecuencia entre 67 y 254 Hz. En la recepción, sólo los receptores programados para reaccionar al tono escogido durante la transmisión desbloquean su altavoz, los demás permanecen en silencio. Cuando varias redes comparten la misma radiofrecuencia, se evita la interferencia por comunicaciones que no utilizan CTCSS o utilizan tonos de frecuencias distintas.

### Cancelación de ruido codificada digitalmente
CTCSS es un sistema analógico. Un posterior sistema de cancelación de ruido codificado digitalmente (DCS) fue desarrollado por Motorola con el nombre de Digital Private Line (DPL).  General Electric respondió introduciendo el mismo sistema bajo el nombre de Digital Channel Guard (DCG). El nombre común era CDCSS (Continuous Digital Coded Continuous Squelch System). DCS se desarrolló a medida que se liberaban las radios digitales para que la tecnología pudiera ser utilizada en los aparatos digitales.  El uso de la reducción de ruido digital en un canal que ya dispone de usuarios de reducción de ruido codificado por tonos impide el uso de tonos de 131,8 y 136,5 Hz,   porque la velocidad de bits digital es de 134,4 bits por segundo y los decodificadores sintonizados con estos dos tonos recogerán una señal intermitente (llamada en el campo de radio bidireccional "manipulación del decodificador"). 

## Especificaciones técnicas
El principio de CTCSS es el envío de un tono inaudible durante toda la transmisión y la detección de ese tono en la recepción. Hay una cincuentena de frecuencias CTCSS disponibles.
| N° AIE | to en Hz | PL Code | N° AIE | to en Hz | PL Code |
| 1      | 67,0     | XZ      | 20     | 131,8    | 3B      |
| 2      | 71,9     | XA      | 21     | 136,5    | 4Z      |
| 3      | 74,4     | WA      | 22     | 141,3    | 4A      |
| 4      | 77,0     | XB      | 23     | 146,2    | 4B      |
| 5      | 79,7     | WB      | 24     | 151,4    | 5Z      |
| 6      | 82,5     | YZ      | 25     | 156,7    | 5A      |
| 7      | 85,4     | YA      | 26     | 162,2    | 5B      |
| 8      | 88,5     | YB      | 27     | 167,9    | 6Z      |
| 9      | 91,5     | ZZ      | 28     | 173,8    | 6A      |
| 10     | 94,8     | ZA      | 29     | 179,9    | 6B      |
| 11     | 97,4     | ZB      | 30     | 186,2    | 7Z      |
| 12     | 100,0    | 1Z      | 31     | 192,8    | 7A      |
| 13     | 103,5    | 1A      | 32     | 203,5    | M1      |
| 14     | 107,2    | 1B      | 33     | 210,7    | M2      |
| 15     | 110,9    | 2Z      | 34     | 218,1    | M3      |
| 16     | 114,8    | 2A      | 35     | 225,7    | M4      |
| 17     | 118,8    | 2B      | 36     | 233,6    | M5      |
| 18     | 123,0    | 3Z      | 37     | 241,8    | M6      |
| 19     | 127,3    | 3A      | 38     | 250,3    | M7      |

| 67,0 Hz  | 69,3 Hz  | 71,9 Hz  | 74,4 Hz  | 77,0 Hz  | 79,7 Hz  | 82,5 Hz  | 85,4 Hz  | 88,5 Hz  | 91,5 Hz  |
| 94,8 Hz  | 97,4 Hz  | 100,0 Hz | 103,5 Hz | 107,2 Hz | 110,9 Hz | 114,8 Hz | 118,8 Hz | 123,0 Hz | 127,3 Hz |
| 131,8 Hz | 136,5 Hz | 141,3 Hz | 146,2 Hz | 151,4 Hz | 156,7 Hz | 159,8 Hz | 162,2 Hz | 165,5 Hz | 167,9 Hz |
| 171,3 Hz | 173,8 Hz | 177,3 Hz | 179,9 Hz | 183,5 Hz | 186,2 Hz | 189,9 Hz | 192,8 Hz | 196,6 Hz | 199,5 Hz |
| 203,5 Hz | 206,5 Hz | 210,7 Hz | 218,1 Hz | 225,7 Hz | 229,1 Hz | 233,6 Hz | 241,8 Hz | 250,3 Hz | 254,1 Hz |

Los 38 tonos de AIE están en negrita.

## Interés
Este sistema es utilizado, entre otros, por los dispositivos que utilizan el estándar PMR446. El proceso es más efectivo que el simple silenciador (también llamado squelch ) que se encuentra habitualmente en todos los transceptores que funcionan en FM. Permite dividir artificialmente los canales en subcanales y reducir el malestar entre los usuarios. Sin embargo, el sistema CTCSS no mejora la disponibilidad del recurso de radio. Simplemente impide escuchar conversaciones de usuarios que han elegido otro subcanal.